# Японські тихоокеанські вічнозелені ліси
Японські тихоокеанські вічнозелені ліси (ідентифікатор WWF: PA0440) — палеарктичний екорегіон помірних широколистяних та мішаних лісів, розташований на півдні та сході Японії. 

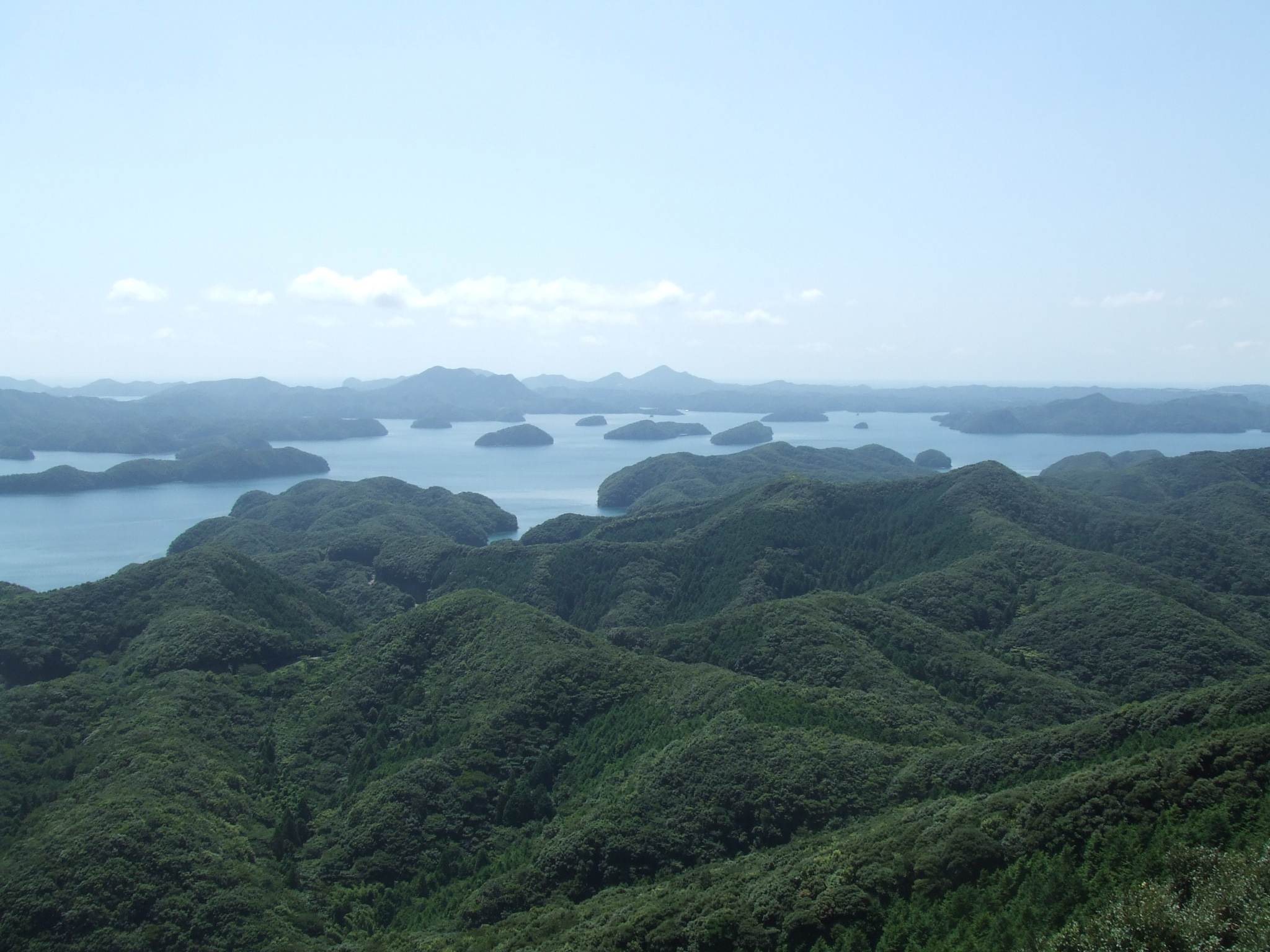
Затока Асо (затока) на сході острова Цусіма

## Географія
Екорегіон японських тихоокеанських вічнозелених лісів охоплює південні райони та тихоокеанське узбережжя островах Хонсю, а також острови Кюсю і Сікоку, за винятком їх найвищих гірських вершин. Крім того, екорегіон охоплює численні острови, розташовані у Внутрішньому Японському морі, Ґото, Хірадо та інші острови розташовані у Східнокитайському морі, на захід від Кюсю, Ікі, Цусіма та інші острови, розташовані в Корейській протоці, а також острови Ідзу, розташовані в Тихому океані, на південь від Хонсю. Різноманітний ландшафт регіону включає прибережні рівнини, високі вулканічні гірські хребти, зокрема гори Оміне в префектурі Нара, водоспад Начі висотою 133 м, найвищий в Японії, озеро Біва, найбільше прісноводне озеро в Японії, а також піщані пляжі та найпівнічніші у світі коралові рифи. В межах екорегіону розташовані найбільші міста Японії, зокрема Токіо, Йокогама, Осака і Нагоя. В горах у центральних районах Хонсю, Кюсю і Сікоку, екорегіон переходить у японські тихоокеанські гірські листяні ліси та у ніхонкайські гірські листяні ліси.

## Клімат
В межах екорегіону переважає вологий субтропічний клімат (Cfa за класифікацією кліматів Кеппена), на який значний вплив здійснює тепла течія Куросіо, що забезпечує тривалий період вегетації. Влітку температура може досягати 28-32 °C, а взимку може опускатися нижче 0 °C. З червня по вересень прибережні райони зазнають впливу тропічних тайфунів, які приносять високі температури та значну кількість опадів — до 400 мм. Взимку середньомісячна кількість опадів становить менше 100 мм.

## Флора
В прибережних частинах екорегіону поширені лаврові ліси, основу яких складають японські кастанопсиси (Castanopsis cuspidata) та червоні махілуси (Machilus thunbergii). У внутрішніх частинах островів основу лісів складають вічнозелені породи дубів (Quercus spp.). В підліску цих лісів зустрічаються падуби мочі (Ilex integra), японські камелії (Camellia japonica) та інші вічнозелені широколистяні дерева та кущі.  В прибережних районах ростуть червоні японські сосни (Pinus densiflora) та чорні японські сосни (Pinus thunbergii), на піщаних пляжах — круглолисті авраамові дерева (Vitex rotundifolia) та сирійські гібіски (Hibiscus syriacus), а під водою — зарості морської трави.
Флора екорегіону включає як види, що походять з помірної зони Євразії, так і види, що походять з Тропічної Азії. Серед тропічних рослин, поширених в екорегіоні, слід відзначити великолистий ногоплідник (Podocarpus macrophyllus), пучкуватий ногоплідник (Podocarpus fasciculus), японське сирне дерево (Pittosporum tobira), японську фатсію (Fatsia japonica), пониклий саговник (Cycas revoluta), а також різні види махілусів (Machilus spp.), неоліцей (Neolitsea spp.) та коричників (Cinnamomum spp.). Серед рослин, що походять з помірних широт, слід відзначити різні види вічнозелених дубів (Quercus spp.) та кастанопсисів (Castanopsis spp.).

## Фауна
Серед поширених в екорегіоні ссавців слід відзначити японського оленя (Cervus nippon), японського серау (Capricornis crispus), японського кабана (Sus scrofa leucomystax), японську лисицю або кіцуне (Vulpes vulpes japonica), японського єнота або танукі (Nyctereutes viverrinus), японського борсука (Meles anakuma), японську куницю (Martes melampus), японського тхора (Mustela itatsi), японського зайця (Lepus brachyurus), японського вовчка (Glirulus japonicus), японську вивірку (Sciurus lis), японську макаку (Macaca fuscata) та рідкісного японського білогрудого ведмедя (Ursus thibetanus japonicus). На острові Цусіма мешкають малі азійські білозубки (Crocidura shantungensis), бенгальські коти (Prionailurus bengalensis euptailurus) та сибірські мустели або колонки (Mustela sibirica), відсутні на більшій частині Японії. Ендеміками Цусіми є цусімські трубконоси (Murina tenebrosa), цусімські саламандри (Hynobius tsuensis), цусімські щитомордники (Gloydius tsushimaensis), а також підвид японського оленя Cervus nippon pulchellus.
Серед поширених в екорегіоні птахів слід відзначити японського фазана (Phasianus versicolor), японського мікадо (Syrmaticus soemmerringii), беркута (Aquila chrysaetos), японського яструба (Accipiter gularis), яструбиного канюка (Butastur indicus), японську сплюшку (Otus semitorques), бурощокого дятла (Yungipicus kizuki), японську жовну (Picus awokera), японського вінаго (Treron sieboldii), японського квака (Gorsachius goisagi), японського соловейка (Larvivora akahige), китайську піту (Pitta nympha), японського окулярника (Zosterops japonicus), короткопалого оливника (Hypsipetes amaurotis), японську тинівку (Prunella rubida), сірого личинкоїда (Pericrocotus divaricatus) та рудошию вівсянку (Emberiza yessoensis). Серед майже ендемічних птахів, поширених в екорегіоні, слід відзначити японську кобилочку (Helopsaltes pleskei), японську матату (Helopsaltes pryeri) та чорного голуба (Columba janthina). Ендеміками екорегіону є ізуйські вівчарики (Phylloscopus ijimae), чорноголові дрозди (Turdus celaenops) та острівні гаїчки (Sittiparus owstoni).
На прибережних острівцях і скелях екорегіону гніздяться чубаті моржики (Synthliboramphus wumizusume) та японські баклани (Phalacrocorax capillatus). Також на узбережжях зустрічаються довгоголові морські черепахи (Caretta caretta gigas) та рідкісні японські мечохвости (Tachypleus tridentatus). В річках та струмках екорегіону зустрічаються японські велетенські саламандри (Andrias japonicus), які сягають 1,5 м у довжину.

## Збереження
Оцінка 2017 року показала, що 23 487 км², або 17 % екорегіону, є заповідними територіями. Природоохоронні території включають: Національний парк Фудзі-Хаконе-Ідзу, Національний парк Ісе-Сіма, Національний парк Йосіно-Кумано, Національний парк Сетонайкай, Національний парк Асідзурі-Увакай, Національний парк Кірісіма-Кінкован, Національний парк Ундзен-Амакуса, Національний парк Сайкай та Квазі-Національний парк Суйго-Цукуба.